# Морнарички истражитељи: Хаваји
Морнарички истражитељи: Хаваји (енгл. NCIS: Hawaiʻi) је америчка полицијско-процедурална телевизијска серија која је премијерно почела са приказивањем на ЦБС-у 20. септембра 2021. године. Серија је трећи огранак дуготрајне серије Морнарички истражитељи и четврта серија у Франшизи "МЗИС". Серију су створили Кристофер Силбер, Јан Неш и Мет Босак који су такође сценаристи и извршни продуценти поред Ларија Тенга који је режирао више епизода.
ЦБС је 26. априла 2024. отказао серију након три сезоне, а завршница би требало да буде емитована 6. маја. Отказивање чини ово трећом серијом у франшизи која је завршена.

## Радња
Серија прати измишљену екипу агената Морнаричко-злочинско-истражитељске службе који раде у теренској филијали у Перл Харбуру коју води посебна агенткиња Џејн Тенант. Екипа истражује злочине везане за војну и државну безбедност.

## Улоге
- Ванеса Лешеј као Џејн Тенант: прва жена главни посебни агент[3]
- Алекс Тарант као Кај Холман: Нови агент МЗИС-а у екипи који се недавно вратио кући да би бринуо о свом оцу.[4][5]
- Ноа Милс као Џеси Бун: Тенантов повереник и заменик. Бун је бивши детектив Одељења за убиства у Вашингтону који добро познаје пешачке стазе на острвима.
- Јасмин Ал-Бустами као Луси Тара: млађа теренска агенткиња МЗИС-а и Вислерина симпатија која јој је касније постала девојка.[3][5]
- Џејсон Антун као Ерни Малик: стручњак за кибер обавештајне послове МЗИС-а.[3]
- Тори Андерсон као Кејт Вислер: службеница Одбранбено-обавештајне службе (ООС) која је касније постала посебна агенткиња Федерално бироа за истраге (ФБИ-а) и Тарина симпатија која јој је касније постала девојка.
- Кајан Талан као Алекс Тенант: Џејнин син.[5] (главни: сезоне 1−2; епизодни: сезона 3)

## Епизоде
| Сезона | Сезона | Епизоде | Датум емитовања     | Датум емитовања |
| Сезона | Сезона | Епизоде | Почетак             | Крај            |
| ------ | ------ | ------- | ------------------- | --------------- |
|        | 1      | 22      | 20. септембар 2021. | 23. мај 2022.   |
|        | 2      | 22      | 19. септембар 2022. | 22. мај 2023.   |
|        | 3      | 10      | 12. фебруар 2024.   | 6. мај 2024.    |

## Производња

### Развој
Дана 16. фебруара 2021. анонимни извори рекли су за часопис Холивудски извештач да се завршавају договори о могућој четвртој серији у франшизи МЗИС под називом Морнарички истражитељи: Хаваји пошто се ближи директној наруџбини за серију од ЦБС-а. Такође су рекли да ће серију створити и извршно продуцирати Кристофер Силбер, Јан Неш и Мет Босак при чему ће Силбер и Неш такође бити сарадници. За разлику од осталих серија у франшизи, за ову није планирано да почне пробним епизодама унутар друге серије. Место радње серије би такође створило могућности укрштања са другом драмом ЦБС-а на Хавајима Магнум ЛИ. Серија Морнарички истражитељи: Лос Анђелес се раније укрштала са серијом Магнум ЛИ и сада завршеном сестринском серијом Хаваји 5-0 2012. Извори су такође рекли да су продуценти већ почели да траже редитеља за пробну епизоду и да раде на ангажовању сценариста.
Почетком априла 2021. објављено је да се очекује да ће серија бити снимљена за телевизијску сезону 2021–22. Дана 23. априла 2021. ЦБС је званично наручио Морнаричке истражитеље: Хаваји као серију. Такође је најављено да ће Лари Тенг бити извршни продуцент пробне епизоде. Босак, Неш и Силбер су написали сценарио за пробну епизоду серије. Дана 11. октобра 2021. ЦБС је покупио серију за целу сезону. Дана 3. јануара 2022. године, објављено је да ће се унакрсна епизода са деветнаестом сезоном матичне серије Морнарички истражитељи емитовати 28. марта 2022. Директори серије обе серије су раније помињали укрштање, а председница CBS Entertainment-а Кели Кал је изјавила да би расправа о унакрсној епизоди почела пошто серије иземитује прву половину сезоне. ЦБС је 31. марта 2022. обновио серију за другу сезону.

### Избор глумаца
Дана 7. априла 2021. објављено је да ЦБС тражи главну женску улогу за серију Морнарички истражитељи: Хаваји што је прва серија у франшизи која је то урадила. Лик за главну женску улогу је провизорно назван Џејн Тенант, а избор за глумицу као и за друге главне ликове почео је отприлике у исто време. Дана 30. априла 2021. објављено је да је Ванеса Леки прва која је добила главну улогу у серији, улогу Џејн Тенант. У међувремену, Јасмин Ал-Бустами и Џејсон Антун су такође изабрани за главну поставу у серијалу који ће глумити Луси односно Ернија. Касније је објављено да се Ноа Милс придружио глумачкој постави као Џеси. Тори Андерсон и Кајан Талан добили су главне улоге у серији, улоге Кејт Вислер и Алекса.

### Снимање
Планирано је да серијал користи производне капацитете изграђене за серију Хаваји 5-0 која се завршила 2020. године. За пробну епизоду, Лари Тенг је био редитељ, док је Јасу Танида радио на снимању. Снимање серије почело је на неоткривеном месту на северној обали Оахуа уз уобичајени хавајски благослов 16. јуна 2021.  Два дана касније, 18. јуна, снимање је одржано у здруженом штабу Перл Харбор–Хикам. И прва и друга епизода су завршиле снимање до 22. јула.
Дана 25. јануара 2022. године, и Белуа Коале и Тарант су извели хаку на канцеларијском филмском сету МЗИС-а на Хавајима у част посла који је екипа урадила на снимању прве сезоне. Снимање прве сезоне завршено је 19. марта 2022.

## Емитовање
ЦБС је објавио свој јесењи распоред емитовања 19. маја 2021 за телевизијску сезону 2021–22 са новом серијом понедељком у 22:00 по источном времену одмах након матичне серије Морнарички истражитељи. Први трејлер је објављен истог датума у којем Лекијева говори о премиси и својој улози у серији. ЦБС је 12. јула 2021. објавио датум почетка серије 20. септембар 2021. Часопис је три дана касније, 15. јула, објавио ексклузивне промотивне слике првог изгледа из серије. Објављен је други трејлер августа 2021. са заједничком промоцијом са серијом Морнарички истражитељи. Дванаеста епизода серије „Шпијуни (1. део)“ емитована је после утакмице доигравања америчког фудбала 23. јануара 2022, а епизода „Шпијуни (2. део)“ емитована је сутрадан у редовном термину серије.

## Пријем
Керолајн Фремки из часописа Разлика дала је позитивну рецензију премијери и написала: „Серија и даље изгледа као комад са правим 'МЗИС', војним жаргоном, ефикасним дијалогом, блиставим загонеткама и свиме. Ако сте већ обожавалац, вреди погледати. Ако не желите, има доста других серија у мору."
| 1 | 22 | Понедељком у 22:00 | 20. септембар 2021. | 23. мај 2022. | 2021–22 | 8.28 | 14 |
| 2 | 22 | Понедељком у 22:00 | 19. септембар 2022. | 22. мај 2023. | 2022–23 | 7.53 | 16 |
| 3 | 10 | Понедељком у 22:00 | 12. фебруар 2024.   | 6. мај 2024.  | 2023–24 | 7.79 | 16 |